# Franciszek Korytowski
Franciszek Wincenty Ignacy Korytowski herbu Mora (ur. 5 kwietnia 1768 w Korycie - zm. 1834 w Tarnopolu) – właściciel Tarnopola, ziemianin podolski, miecznik koronny galicyjski.
Syn Stanisława Korytowskiego i Wiktorii Koczorowskiej. W 1817 roku członek Stanów galicyjskich. W 1827 roku miecznik koronny galicyjski i komisarz sejmu stanowego galicyjskiego.
W 1815 roku komandor rosyjskiego orderu św. Anny.
Przeniósł się na Podole będące pod zaborem austriackim, gdzie kupił od Potockich klucz tarnopolski, w konsekwencji dziedzic na Tarnopolu, Płotyczy, Hleszczawie, Sidorowie, Obarzańcach i Białej. 
Jego żoną była Nikodema hrabina Bok-Zabielska herbu Trzaska, córka Erazma na Myszkowicach i Podwysokiem, członka Stanów galicyjskich w 1782 i Marianny Żurakowskiej h. Sas, cześnikówny nurskiej. 
Dzieci: Julia, Joanna, Erazm.